# Frank Bachmann
Frank Bachmann (Waiblingen, 27 dicembre 1977) è un ex pallavolista tedesco.

## Carriera
Iniziò la sua carriera all'età di 19 anni nel TSG Backnang, squadra nella quale militò fino al 1995. Nel 1998, con la maglia del SV Fellbach raggiunse la finale scudetto, dove però uscì sconfitto. Si diplomò vicecampione di Germania in altre due occasioni, questa volta con i più quotati Bayer Wuppertal.
Dal 2003, per due stagioni, fu sotto contratto con il MAOAM Mendig, ma durante la seconda stagione venne ceduto in prestito alla Trentino Volley, per quella che fu la sua unica esperienza fuori dai confini tedeschi. Rimase a Trento dal 29 marzo 2005 fino al termine della stagione.
Durante questi anni vestì la maglia della Nazionale tedesca. Dal 2006 al 2008 giocò le sue ultime stagioni; dopo il ritiro assunse compiti dirigenziali nella sua ultima squadra, la SCC Berlino.